# Васильев, Александр Сергеевич (писатель)
Александр Сергеевич Васильев (23 августа 1921, Пенза, Пензенская губерния, РСФСР — 12 февраля 2002, Москва, РФ) — советский и российский писатель и сценарист, член Союза писателей СССР (1962—91).

## Биография
Родился 23 августа 1921 года в Пензе. В раннем детстве лишился отца, поэтому его мама вышла замуж за родного брата академика Бурденко, который полюбил своего пасынка как родного сына, немало вложил в воспитание своего племянника и сам академик Бурденко. Он окончил среднюю школу № 4 в Пензе и в 1939 году поступил на сценарный факультет ВГИКа. 
Был участником Великой Отечественной войны, во время Харьковского окружения в мае 1942 года попал в плен, чудом остался жив. Наум Гребнев писал: 

Много лет спустя в Доме творчества “Переделкино” я познакомился с писателем А. С. Васильевым. В хуторе Красивом в этот день и час он угодил в плен — до конца войны. И спасся только чудом.

В послевоенные годы он продолжил учёбу на сценарном факультета ВГИКа и успешно окончил его в 1951 года. Являлся автором документальных и научно-популярных повестей, в основном связанных с ВОВ. В 1951 году работает в Таллине, где создавалась киностудия Таллинфильм, позже вернулся в Пензу, ещё позднее переехал в Москву и остался там до конца жизни.
Скончался 12 февраля 2002 года в Москве.

Мемориальная доска-горельеф А. С. Васильеву в Пензе

## Фильмография

### Сценарист
- 1956 — Яхты в море

## Увековечение памяти
В 2005 году в г. Пензе была открыта мемориальная доска-горельеф Александру Васильеву на здании по улице Володарского, 74, в котором он жил и работал. Скульптор Б. В. Качеровский.